# 函館赤十字病院
函館赤十字病院（はこだてせきじゅうじびょういん）は、北海道函館市にある病院。2024年11月21日時点、北海道選挙管理委員会より、不在者投票のできる施設の一つとして指定されている。

## 沿革
「病院沿革」参照
- 1939年（昭和14年）：函館市堀川町にて開業の藤川医院を借受け、「日本赤十字社北海道支部函館診療所」開設。
- 1948年（昭和23年）：函館桟橋駅赤十字ハウス開設（1958年閉鎖）。
- 1958年（昭和33年）：隣接地に病棟増築。「函館赤十字病院」と改称。
- 1959年（昭和34年）：管理診療棟、一部病棟増改築。
- 1970年（昭和45年）：レントゲン室増改築。
- 1985年（昭和60年）：病院増改築（第1期・第2期工事）完成。
- 1999年（平成11年）：指定居宅サービス事業者及び指定居宅介護支援事業者準指定。
- 2006年（平成18年）：訪問看護ステーション「リリー」開設。
- 2007年（平成19年）：病床数180床から150床へ変更。

## 診療科等
診療科
- 内科
- 消化器内科
- 循環器内科
- 血液腫瘍内科
- 外科
- 整形外科
- 麻酔科

部門
- 看護部

## 交通アクセス
- 函館市企業局交通部（函館市電）昭和橋停留場下車
- 函館バス「昭和橋」バス停下車
- 函館駅から車で約5分
- 函館空港から車で約20分